# Sándovo
Sándovo (ruso: Са́ндово) es un asentamiento de tipo urbano de Rusia, capital del ókrug municipal homónimo en la óblast de Tver.
En 2021, el asentamiento tenía una población de 3106 habitantes.
Se ubica unos 60 km al noroeste de la ciudad de Krasni Jolm, junto al límite con la vecina óblast de Vólogda.

## Historia
Hasta 1929, el topónimo "Sándovo" hacía referencia al vecino pueblo de Stároye Sándovo, situado unos 15 km al sureste del actual Sándovo. En 1919, la actual localidad se fundó como poblado ferroviario del vecino Sándovo, en torno a una aldea previamente existente llamada "Orudovo". Cuando en 1929 la Unión Soviética creó el actual raión de Sándovo en la óblast de Moscú, la capital distrital se estableció en la nueva localidad, que adoptó el actual topónimo de "Sándovo", mientras que la antigua (que fue capital distrital provisional hasta 1932) pasó a distinguirse con el topónimo "Stároye Sándovo". En 1935 pasó a formar parte de la óblast de Kalinin. En 1967 adoptó estatus de asentamiento de tipo urbano.